# 2 juillet en sport
2 juin 2 août
Chronologies thématiques
- Croisades
- Ferroviaires
- Disney

Le 2 juillet (183e jour de l'année ou 184e en cas d'année bissextile) en sport.

## Événements

### XVIIIesiècle
- 1762 :
  - (Boxe) : le boxeur anglais George Millson s’empare du titre en battant le tenant George Megg.

### XIXesiècle
- 1881
  - (Tennis) : début du Tournoi de Wimbledon.
- 1887
  - (Tennis) : début du Tournoi de Wimbledon.

### XXesièclede1901à1950
- 1904 :
  - (Cyclisme sur route) : départ du Tour de France.
- 1907 :
  - (Sport automobile) : deuxième édition du Grand Prix de France à Dieppe. Le pilote italien Felice Nazzaro s'impose sur une Fiat.
- 1911 :
  - (Cyclisme sur route) : départ du Tour de France.
- 1916 :
  - (Football) : ouverture de la première édition de la Copa América
- 1921 :
  - (Boxe anglaise) : match du siècle pour le titre mondial des poids lourds (toutes catégories) opposant Jack Dempsey au français Georges Carpentier. Carpentier s'incline à cause d'une main droite inutilisable à la suite d'une fracture dès le 2e round.
- 1923 :
  - (Sport automobile) : dixième édition du Grand Prix de France à Strasbourg. Le pilote britannique Henry Segrave s'impose sur une Sunbeam.
- 1930 :
  - (Cyclisme sur route) : départ du Tour de France.
- 1950 :
  - (Sport automobile) : cinquième grand prix de F1 de la saison 1950 en France, remporté par Juan Manuel Fangio sur Alfa Romeo.

### XXesièclede1951à2000
- 1960 :
  - (Athlétisme) : à Palo Alto, l'américain Don Bragg établit un nouveau record du monde du saut à la perche avec un bond de 4,80 mètres.
- 1961 :
  - (Formule 1) : Grand Prix automobile de France.
- 1967 :
  - (Formule 1) : Grand Prix automobile de France.
- 1972 :
  - (Athlétisme) : Bob Seagren porte le record du monde du saut à la perche à 5,63 mètres.
  - (Formule 1) : Grand Prix automobile de France.
- 1978 :
  - (Formule 1) : Grand Prix automobile de France.
- 1994 :
  - (Cyclisme) : départ du Tour de France.
- 1995 :
  - (Athlétisme) : Daniela Bártová porte le record du monde du saut à la perche féminin à 4,14 mètres.
  - (Basket-ball) : la Lituanie gagne le championnat d'Europe.
  - (Formule 1) : Grand Prix automobile de France.
- 1999 :
  - (Basket-ball) : l'Italie gagne le Championnat d'Europe masculin en s'imposant en finale 64-56 sur l'Espagne.
- 2000 :
  - (Football) : la France bat 2-1 l'Italie en finale du Championnat d'Europe. La France arrache cette victoire grâce à l'égalisation en fin de match par Sylvain Wiltord et au but en or de David Trezeguet.

### XXIesiècle
- 2005 :
  - (Tennis) : l'américaine Venus Williams bat sa compatriote Lindsay Davenport 4-6, 7-6 (7/4), 9-7 en finale du Tournoi de Wimbledon.
- 2006 :
  - (Formule 1) : Grand Prix automobile des États-Unis.
- 2007 :
  - (Escrime) : début des Championnats d'Europe d'escrime disputés à Gand en Belgique. Le sabre masculin est remporté par l'espagnol Jorge Pina et le fleuret féminin par la russe Eugyenia Lamonova.
- 2012 :
  - (Course camarguaise) : Hadrien Poujol remporte la 73e édition de la cocarde d'or à Arles en France.
- 2013 :
  - (Cyclisme sur route/Tour de France) : dans la 4e étape du contre-la-montre par équipes, Nice – Nice, victoire de l'équipe Orica-GreenEDGE. L'australien Simon Gerrans prend le maillot jaune.
- 2014 :
  - (Voile) : Jérémie Beyou remporte l'édition 2014 de la Solitaire du Figaro en 12 j 19 h 39 min 22 s. C'est la 3e victoire du breton.
- 2016 :
  - (Cyclisme sur route/Tour de France) : départ de la 103e édition du Tour de France qui démarre du Mont-Saint-Michel, il comporte 21 étapes et 2 journées de repos, il se terminera sur l'avenue des Champs-Élysées à Paris, le 24 juillet 2016. Sur la 1re étape du Tour de France 2016, victoire du britannique Mark Cavendish qui prend le maillot jaune.
- 2017 :
  - (Cyclisme sur route/Tour de France) : sur la 2e étape du Tour de France 2017 qui relie Düsseldorf, en Allemagne, à Liège, en Belgique, victoire de l'allemand Marcel Kittel qui devance le Français Arnaud Démare et son compatriote André Greipel. Le britannique Geraint Thomas conserve le Maillot jaune.
  - (Football /Coupe des confédérations) : vainqueur 1-0 du Chili en finale à Saint-Pétersbourg, en Russie, l'Allemagne s'adjuge la Coupe des Confédérations pour la première fois de son histoire[1].
- 2021 :
  - (Cyclisme sur route /Tour de France) : sur la 7e étape du Tour de France qui se déroule entre Vierzon et Le Creusot, sur une distance de 249,1 kilomètres, victoire du slovène Matej Mohorič. Le néerlandais Mathieu van der Poel conserve maillot jaune.
- 2022 :
  - (Cyclisme sur route /Tour de France) : sur la 2e étape du Tour de France qui se déroule entre Roskilde et Nyborg au Danemark, sur une distance de 202,2 kilomètres[2], victoire du néerlandais Fabio Jakobsen et c'est un autre belge Wout van Aert qui s'empare du maillot jaune.
- 2023 :
  - (Cyclisme sur route /Tour de France) : sur la 2e étape du Tour de France qui se déroule entre Vitoria-Gasteiz et Saint-Sébastien au Pays basque en Espagne, sur une distance de 208,9 kilomètres, victoire du Français Victor Lafay. Le Britannique Adam Yates conserve le Maillot jaune.
- 2024 :
  - (Cyclisme sur route /Tour de France) : sur la 4e étape du Tour de France qui se déroule en Italie et en France entre Pignerol dans le Piémont et Valloire en Savoie, sur une distance de 139,6 kilomètres, victoire du Slovène Tadej Pogačar qui reprend le Maillot jaune[3].

## Naissances

### XIXesiècle
- 1855 :
  - Louis Maxson, archer américain. Champion olympique du Team round 60y aux Jeux de Saint-Louis 1904. († 2 juillet 1916).

### XXesièclede1901à1950
- 1903 :
  - Olav V, Prince héritier de Norvège et sauteur à ski ainsi que régatier. Champion olympique du bateau de 6 m aux Jeux d'Amsterdam 1928. Roi de Norvège de 1957 à 1991. († 17 janvier 1991).
- 1904 :
  - René Lacoste, joueur de tennis français. Médaillé de bronze du double messieurs aux Jeux de Paris 1924. Vainqueur des Rolad Garros 1925, 1927 et 1929, des tournois de Wimbledon 1925 et 1928, des US Open de tennis 1926 et 1927, des Coupe Davis 1927 et 1928. († 12 octobre 1996).
- 1906 :
  - Károly Kárpáti, lutteur hongrois. Médaillé d'argent des -66kg aux Jeux de Los Angeles 1932 puis champion olympique aux Jeux de Berlin 1936. Champion d'Europe de lutte des -66kg 1930 et 1935. († 23 septembre 1996).
  - Séra Martin, athlète de demi-fond français. († 23 avril 1993).
- 1911 :
  - Reg Parnell, pilote de courses automobile britannique. († 7 janvier 1964).
- 1919 :
  - Albert Batteux, footballeur puis entraîneur français. (8 sélections en équipe de France). Sélectionneur de l'équipe de France de 1955 à 1962. († 28 février 2003).
- 1929 :
  - Daphne Hasenjager, athlète de sprint sud-africaine. Médaillée d'argent du 100 m aux Jeux d'Helsinki 1952.
- 1933 :
  - Ken Wharram, hockeyeur sur glace puis entraîneur canadien. († 10 janvier 2017).
- 1937 :
  - Richard Petty, pilote de courses automobile américain.
- 1941 :
  - Wendell Mottley, athlète de sprint trinidadien. Médaillé d'argent du 400 m et de bronze du relais 4 × 400 m aux Jeux de Tokyo 1964.
- 1943 :
  - Walter Godefroot, cycliste sur route belge. Médaillé de bronze de la course en ligne aux Jeux de Tokyo 1964. Vainqueur de Liège-Bastogne-Liège 1967, de Gand-Wevelgem 1968, des Tours des Flandres 1968 et 1978, Paris-Roubaix 1969 puis des Bordeaux-Paris 1969 et 1976.
- 1946 :
  - Ricky Bruch, athlète de lancers de disque suédois. Médaillé de bronze aux Jeux de Munich 1972. († 30 mai 2011).

### XXesièclede1951à2000
- 1957 :
  - Purvis Short, basketteur américain.
- 1961 :
  - Clark Kellogg, basketteur américain.
- 1964 :
  - José Canseco, joueur de baseball cubain.
  - Joe Magrane, joueur de baseball américain.
  - Éric Srecki, épéiste français. Champion olympique par équipes aux Jeux de Séoul 1988, champion olympique en individuel aux Jeux de Barcelone 1992, médaillé de bronze par équipes aux Jeux d'Atlanta 1996 puis médaillé d'argent par équipes aux Jeux de Sydney 2000. Champion du monde d'escrime par équipes 1994 et 1999, champion du monde d'escrime en individuel et médaillé d'argent par équipes 1995 puis champion du monde d'escrime en individuel 1997.
  - Alan Tait, joueur de rugby à XV puis entraîneur écossais. (27 sélections en équipe nationale).
- 1965 :
  - Luc Borrelli, footballeur français. († 3 février 1999).
- 1966 :
  - Peter De Clercq, cycliste sur route belge.
- 1969 :
  - Miranda Merron, navigatrice et skipper française.
  - Tim Rodber, joueur de rugby à XV anglais. Vainqueur des Grands Chelems Grand Chelem 1992 et 1995 puis du Tournoi des Cinq Nations 1996 ainsi que de la Coupe d'Europe de rugby 2000. (44 sélections en équipe nationale).
- 1970 :
  - Derrick Adkins, athlète de haies américain. Champion olympique du 400 m haies aux Jeux d'Atlanta 1996. Champion du monde d'athlétisme du 400 m haies 1995.
- 1975 :
  - Éric Dazé, hockeyeur sur glace canadien.
  - David Saelens, pilote de courses automobile belge.
- 1976 :
  - Laurent Lefèvre, cycliste sur route français.
  - Tomáš Vokoun, hockeyeur sur glace tchèque. Médaillé de bronze aux Jeux de Turin 2006. Champion du monde de hockey sur glace 2005.
- 1978 :
  - Kossi Agassa, footballeur togolais. (57 sélections en équipe nationale).
  - Matteo Bobbi, pilote de courses automobile d'endurance italien.
  - Joseph Gomis, basketteur français. Vainqueur de la Coupe Korać 2002 et de l'EuroChallenge 2015. (58 sélections en équipe de France)
- 1979 :
  - Kris Meeke, pilote de courses de rallyes automobile britannique. (5 victoires en rallyes).
  - Joe Thornton, hockeyeur sur glace canadien. Champion olympique aux Jeux de Vancouver 2010.
- 1980 :
  - Remus Lungu, joueur de rugby à XV roumain. (5 sélections en équipe nationale).
- 1981 :
  - Zurab Zviadauri, judoka géorgien. Champion olympique des -90 kg aux Jeux d'Athènes 2004.
- 1983 :
  - Nely Carla Alberto, handballeuse espagnole. Médaillée de bronze aux Jeux de Londres 2012. Victorieuse des Coupe EHF de handball 2009 et de la Coupe Challenge de handball 2012. (100 sélections en équipe nationale).
- 1984 :
  - Sandrine Brétigny, footballeuse française. Victorieuse des Ligue des champions féminine 2011 et 2012. (22 sélections en équipe de France).
  - Johnny Weir, patineur artistique américain.
- 1985 :
  - Vincent Ricard, bobeur français.
  - Jürgen Roelandts, cycliste sur route belge.
- 1986 :
  - Bruno Mossa de Rezende, volleyeur brésilien. Médaillé d'argent aux jeux de Pékin 2008 et aux Jeux de Londres 2012 puis champion olympique aux Jeux de Rio 2016. Champion du monde masculin de volley-ball 2010. (65 sélections en équipe nationale).
- 1987 :
  - Esteban Granero, footballeur espagnol.
  - Andreï Ostreïkov, joueur de rugby à XV russe. (22 sélections en équipe nationale).
- 1989 :
  - Jason Baitieri, joueur de rugby à XIII français. (17 sélections en équipe de France).
  - Lucinda Brand, cycliste sur route néerlandaise. Championne du monde de cyclisme sur route du contre-la-montre par équipes 2017, du contre-la-montre par équipes en relais mixte 2019 ainsi que du Tour de Norvège féminin 2016 et du Tour de Suisse féminin 2022.
  - Miku Izuoka, volleyeuse japonaise. (8 sélections en équipe nationale).
  - François Place, skieur acrobatique français. Médaillé de bronze de ski-cross aux Mondiaux de ski acrobatique 2017 puis champion du monde de ski acrobatique 2019.
  - Alex Morgan footballeuse américaine. Championne olympique aux Jeux de Londres 2012 et médaillée de bronze aux Jeux de Tokyo 2020. Championne du monde de football 2015 et 2019. Championne de la CONCACAF 2014, 2018 et 2022. Victorieuse de la Ligue des champions 2017. (223 sélections en équipe des États-Unis).
- 1990 :
  - Danny Rose, footballeur anglo-jamaïcain. (26 sélections avec l'équipe d'Angleterre).
- 1991 :
  - Travis Bader, basketteur américain.
  - Antonin Guigonnat, biathlète français. Champion du monde de biathlon du relais mixte simple 2021 et du relais 4 × 7,5 km 2023.
  - Hendrik Pekeler, handballeur allemand. Médaillée de bronze aux Jeux de Rio 2016. Champion d'Europe masculin de handball 2016. Vainqueur de la Coupe de l'EHF 2019 et de la Ligue des champions 2020. (188 sélections en équipe nationale).
- 1992 :
  - Mohamad al-Garni, athlète de demi-fond et de fond qatarien. Champion d'Asie d'athlétisme des 1 500 et 5 000m 2015.
  - Manon Houette, handballeuse française. Médaillée d'argent aux Jeux de Rio 2016. Championne du monde féminin de handball 2017. Médaillée de bronze à l'Euro de handball féminin 2016 et Championne d'Europe féminin de handball 2018. (104 sélections en équipe de France).
  - Devin Oliver, basketteur américain.
  - Rebecca Schäperklaus, volleyeuse allemande.
- 1993 :
  - Laura Marino, plongeuse française. Médaillée d'argent aux CE de plongeon du haut vol à 10 m 2015 puis championne d'Europe de plongeon par équipes 2017.
- 1995 :
  - Facundo Gattas, joueur de rugby à XV uruguayen. (39 sélections en équipe nationale).
  - Dominik Kahun, hockeyeur sur glace allemand. Médaillé d'argent aux Jeux de Pyeongchang 2018.
- 1997 :
  - Grace Geyoro, footballeuse française. (56 sélections en équipe de France).
  - Collin Malcolm, basketteur américain.
- 1998 :
  - Olaus Skarsem, footballeur norvégien.
  - Mários Vrousái, footballeur grec.
- 1999 :
  - Nicolò Zaniolo, footballeur italien. (13 sélections en équipe nationale).
  - Giulia Gwinn, footballeuse allemande. (32 sélections en équipe nationale).

### XXIesiècle
- 2001 :
  - Maxwell Woledzi, footballeur ghanéen.
- 2002 :
  - Sebastiano Esposito, footballeur italien.
  - Masaya Shibayama, footballeur japonais.
- 2003 :
  - Artur Serobyan, footballeur arménien. (16 sélections en équipe nationale).
- 2004 :
  - Rome-Jayden Owusu-Oduro, footballeur néerlandais.

## Décès

### XXesièclede1901à1950
- 1903 :
  - Ed Delahanty, 35 ans, joueur de baseball américain. (° 30 octobre 1867).
- 1904 :
  - Henri Béconnais, 37 ans, pilote de courses automobile, de courses motocycliste puis cycliste sur route français. (° 7 mars 1867).
- 1943 :
  - Helena Nordheim, 39 ans, gymnaste artistique néerlandaise. Championne olympique du concours général par équipes des Jeux de 1928 à Amsterdam. (° 1er août 1903).

### XXesièclede1951à2000
- 1961 :
  - Kléber Balmat, 65 ans, skieur de nordique et sauteur à ski français. (° 22 juin 1896).
- 1983 :
  - László Budai, 54 ans, footballeur hongrois. Champion olympique aux Jeux d'Helsinki 1952. (39 sélections en équipe nationale). (° 19 juillet 1928 ).
- 1985 :
  - David Purley, 40 ans, pilote de F1 britannique. (° 26 janvier 1945).
- 1991 :
  - Bruno Engelmeier, 63 ans, footballeur puis entraîneur autrichien. (11 sélections en équipe nationale). (° 5 septembre 1927).
- 1994 :
  - Andrés Escobar, 27 ans, footballeur colombien. Vainqueur de la Copa Libertadores 1989. (50 sélections en équipe nationale). (° 13 mars 1967).
- 2000 :
  - James Grogan, 68 ans, patineur artistique messieurs américain. Médaillé de bronze aux Jeux d'Oslo 1952. (° 7 décembre 1931).

### XXIesiècle
- 2003 :
  - Briggs Cunningham, 96 ans, pilote de courses automobile et navigateur américain. Vainqueur de la Coupe de l'America 1958. (° 19 janvier 1907).
- 2005 :
  - Martín Sánchez, 26 ans, boxeur mexicain. (° 3 mai 1979).
- 2007 :
  - Dilip Sardesai, 66 ans, joueur de cricket indien. (30 sélections en test match). (° 8 août 1940).
  - Luigi Scarabello, 91 ans, footballeur puis entraîneur italien. Champion olympique aux Jeux de Berlin 1936. (2 sélections en équipe nationale). (° 17 juin 1916)
  - Jimmy Walker, 63 ans, basketteur américain. (° 8 avril 1944).
- 2014 :
  - Enrique Labo Revoredo, 75 ans, arbitre péruvien de football. (° 2 mars 1939).
  - Mervyn Finlay, 89 ans, rameur australien. Médaillé de bronze dans l'épreuve du huit aux Jeux de Helsinki en 1952. (° 17 juin 1925).
- 2015 :
  - Tiburce Darou, 72 ans, préparateur physique français. (° 12 octobre 1942).
  - Petro Korol, 74 ans, haltérophile soviétique. Champion olympique des moins de 67,5 kg aux Jeux de Montréal en 1976 et champion du monde en 1974, 1975 et 1976. (° 2 janvier 1941).
- 2016 :
  - Kyle Calloway, 29 ans, joueur américain de football américain. (° 21 juin 1987).
  - Carlos Hernández, 76 ans, boxeur vénézuélien. Champion du monde des poids super-légers entre 1965 et 1966. (° 21 avril 1940).